# Кичен
Киче́н (рос. Кычен) — присілок у складі Юкаменського району Удмуртії, Росія.
Населення — 77 осіб (2010; 91 в 2002).
Національний склад (2002):
- удмурти — 89 %